# Gilles Mora
Gilles Mora, né en 1945 à Vélines (Dordogne), est un historien et un critique de la photographie, spécialiste de la photographie américaine du XXe siècle. Il est l'auteur du Manifeste photobiographique.
Également photographe, il a publié en 2016 un livre Antebellum (Éditions Lamaindonne, University Press of Texas) à propos du Sud-Est des États-Unis.

## Biographie
Il fonde, en 1981, Les Cahiers de la photographie au sein des éditions Contrejour avec Claude Nori, Bernard Plossu, Jean-Claude Lemagny, Arnaud Claass et Denis Roche.
Sur l'invitation de Bernard Millet, il est directeur artistique des Rencontres internationales de la photographie d'Arles de 1999 à 2001. Il est actuellement le « commissaire d'exposition » du Pavillon populaire à Montpellier.
En 1993, il fonde la collection « L'Œuvre photographique » aux éditions du Seuil. Il a dirigé, et publié dans cette collection, des monographies sur Walker Evans, Edward Weston, Charles Sheeler et Eugene W. Smith.
Il a obtenu le prix Nadar en 2007 pour son ouvrage La Photographie américaine, 1958-1981.
Il est par ailleurs chanteur/ guitariste et anime le groupe de rock des Frantic Rollers, l'un des plus anciens groupes français encore en activité.